# Bäsna
Bäsna est une localité de Suède dans la commune de Gagnef située dans le comté de Dalécarlie.
Sa population était de 665 habitants en 2019.